# 佐々木善三
佐々木 善三（ささき ぜんぞう、1952年11月1日 - ）は、日本の弁護士（登録番号:48009）、晴海協和法律事務所所属。元検事。ナブテスコ監査役。瑞宝重光章受章。

## 略歴
- 1971年3月 宮城県気仙沼高等学校卒業
- 1975年3月 中央大学法学部卒業[3]
- 1976年10月 司法試験合格
- 1979年3月 司法研修所修了（31期）
- 1979年4月 検事任官（東京地検検事）[2]
- 2000年4月 東京地検特別捜査部副部長
- 2002年9月 法務省大臣官房施設課長
- 2004年1月 東京地検交通部長・公安部長
- 2005年4月 横浜地検次席検事
- 2006年8月 和歌山地検検事正
- 2008年1月 最高検察庁検事
- 2008年10月 水戸地検検事正
- 2010年7月 仙台地検検事正
- 2011年8月 京都地検検事正
- 2012年11月 検事退官
- 2013年2月 弁護士登録（東京弁護士会）、晴海協和法律事務所入所
- 2016年3月 ナブテスコ監査役
- 2022年11月 瑞宝重光章受章[4]

## 弁護士としての主な業績
- 東京電力株式会社「国会事故調への東京電力株式会社の対応に関する第三者検証委員会」委員（2013年）[5]

東京電力が委員の人選を行い設置した私的な委員会である。
- 日本野球機構「統一球問題における有識者による第三者調査・検証委員会」委員（2013年）[6]

一般社団法人日本野球機構が委員の人選を行い設置した私的な委員会である。
- 株式会社リソー教育「不適切な会計処理の疑義に関する調査のための第三者委員会」委員（2013-2014年）[7]
- 徳洲会から猪瀬直樹への資金提供をめぐる問題において、猪瀬の弁護を担当（2014年）

猪瀬は公職選挙法違反（収支報告書の虚偽記載）の罪で略式起訴され有罪（罰金刑）となった。
- 小渕優子（事務所関係者）の政治資金規正法違反事件に係る第三者委員会の委員長（2015年）

小渕側が委員の人選を行い設置した私的な委員会である。
- 日本歯科医師連盟の法律顧問。同連盟の「迂回寄付」を巡る政治資金規正法違反事件で、同連盟前会長の弁護を担当（2015年〜）[8]
- 大林道路株式会社の独占禁止法違反事件に係る「社外調査委員会」委員（2016年）[9]
- 舛添要一東京都知事の政治資金の公私混同疑惑について「第三者」として調査を担当（2016年）

舛添側が人選を行った私的な調査である。